# Nachtegalenpark
Het Nachtegalenpark is een complex van meerdere aan elkaar grenzende parken ten zuiden van Antwerpen. Het gebied is in totaal 90 ha groot. De parken werden alle aangelegd rondom een kasteel en werden in 1910 door de gemeente Antwerpen verworven.

## Deelparken
De deelparken zijn:
- Den Brandt (21 ha in het westen)
- Middelheim (30 ha in het zuiden), opgedeeld in Hoog-Middelheim en Laag-Middelheim
- Vogelenzang (40 ha in het noorden)
- Hortiflora (tussen Middelheim en Den Brandt)

De naam Nachtegalenpark is afgeleid van een afspanning 'de Nachtegaal' op de hoek van de Middelheimlaan met de Beukenlaan waar de steenweg van Berchem naar Wilrijk langs liep en een vrij scherpe bocht maakte. Een andere afspanning was de 'Dikke Mee' aan de ingang van het landgoed de Vogelzang. Tussen beide afspanningen loopt nu de Beukenlaan, die in vroegere tijden in de volksmond ook als de 'Nachtegalendreef' bekendstond. Dit was een geliefd trefpunt voor amoureuze paartjes, die onder andere in het volksmelodietje over Het Park van de Nachtegaal zijn terug te vinden. Beide afspanningen lagen met de genoemde dreef voor 1912 in Wilrijk maar liggen samen met het Kiel nu in de postzone Antwerpen 2 (met postnummer 2020).

### Den Brandt

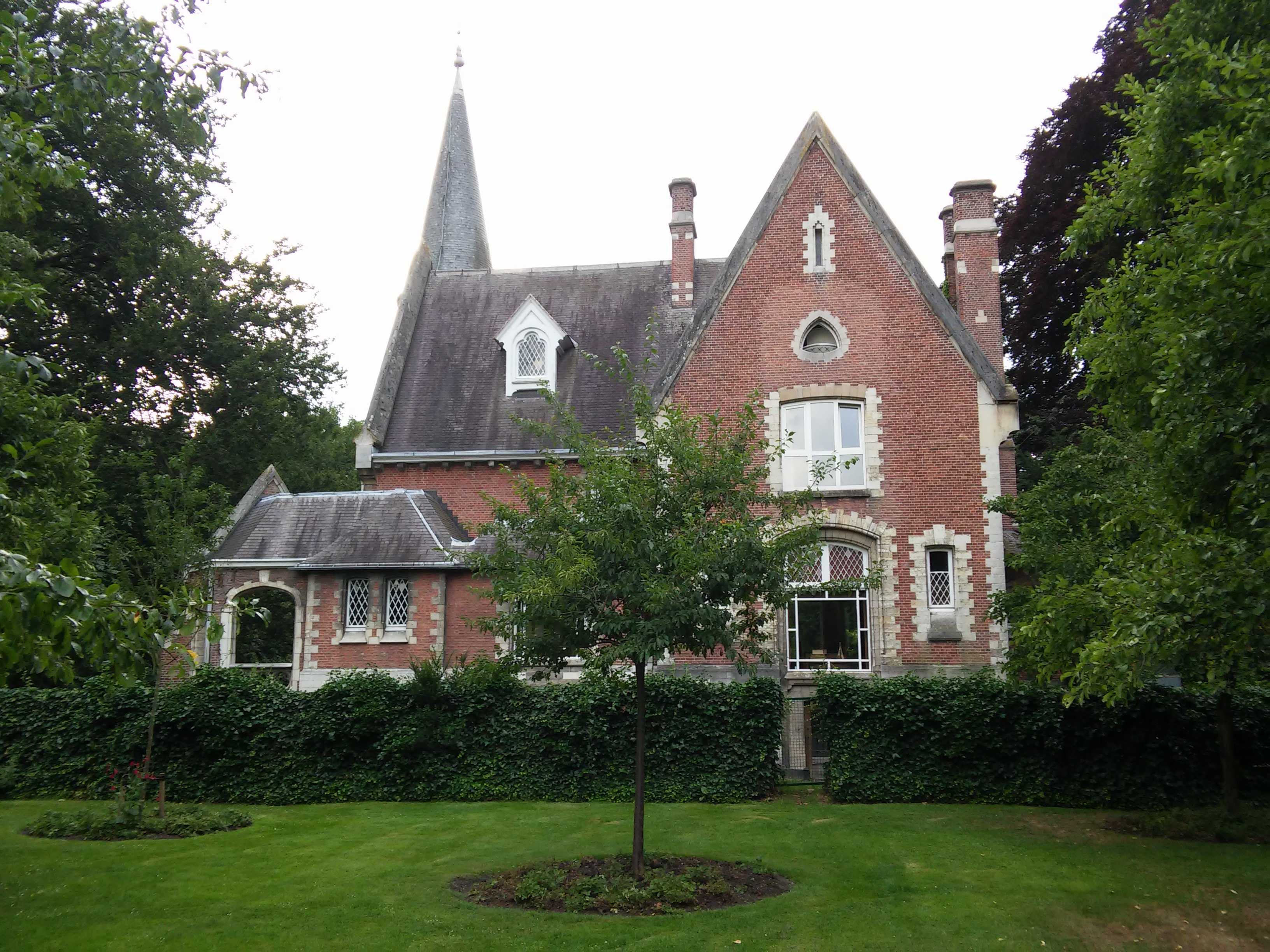
Villa La Chapelle. Oorspronkelijk hovenierswoning bij domein Den Brandt, later villa van de familie Kreglinger, in 1926 uitgebreid tot zijn huidige vorm

Het park Den Brandt dankt zijn naam vermoedelijk aan 'een afgebrande plek', een laatste restant van een oude ontginningsmethode waarbij bos en heide werden afgebrand om er landbouwgrond van te maken. Het park is nu vooral bekend om zijn mooi kasteel dat in 1789 door de familie della Faille de Waerloos werd gebouwd, en in 1910 door de van afkomst Duitse familie Kreglinger aangekocht. In 1912 verhuisde het park van Wilrijk naar de stad Antwerpen. Sinds 1962 is het kasteel eigendom van de stad Antwerpen. De tuinen rondom het kasteel zijn zeer mooi aangelegd: voor het kasteel bevindt zich een Franse tuin, erachter vindt men een Engelse tuin, met grachten en vijvers. Het jaarlijkse Jazz Middelheim wordt tegenwoordig in het deelpark Den Brandt achter het kasteel gehouden.
Aan de ingang van het park aan de Beukenlaan, net vóór het kasteel, bevindt zich de beeldengroep De Dansende Nimfen van beeldhouwer Walter Schott (Ilsenburg 1861-Berlijn 1938). Het kunstwerk, een fontein met daarrond drie dansende, frivole jonge vrouwen, werd door de familie Kreglinger aangekocht uit de collectie van de Brusselse wereldtentoonstelling van 1910. Het decoratieve beeldhouwwerk op de arduinen sokkel is van de hand van de Antwerpenaar Jules Adriaensen (1873-1918). 'De Dansende Nimfen', ook wel De Drie Gratiën genoemd, is een populaire locatie voor trouwfoto's.

### Middelheim

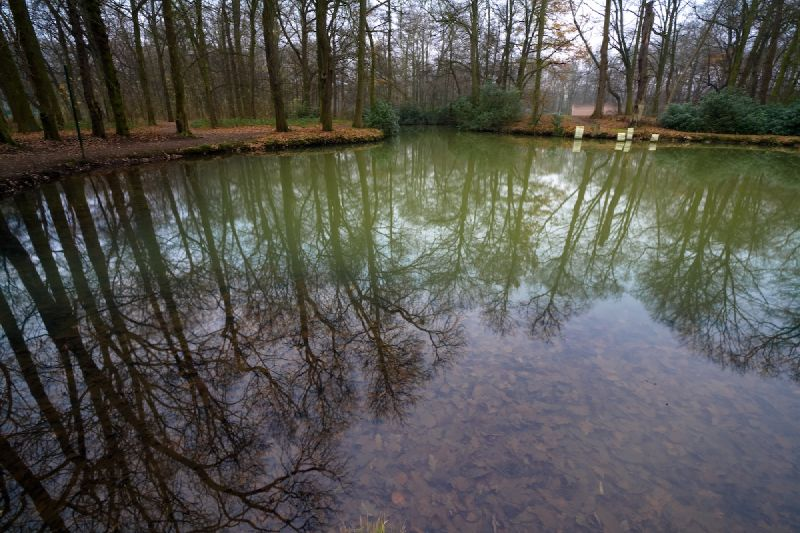
Vijver in het Middelheimpark

Middelheim is de naam van het kasteel, het park (bestaande uit Hoog- en Laag-Middelheim), het beeldenpark, de universitaire campus en een ziekenhuis. Voor 1912 lag het park gedeeltelijk in Berchem (Laag-Middelheim) en gedeeltelijk in Wilrijk (Hoog-Middelheim). Wegens uitbreiding van het beeldenpark werd Jazz Middelheim naar het naburige park Den Brandt verplaatst. 

### Vogelzang
Van het kasteel resten enkel nog de bijgebouwen waar zich de Campus Gérard Le Grelle van de Universiteit Antwerpen en een lagere school met kleuterafdeling Kosmos zich bevinden. Park Vogelzang bezit grote grasvelden, een speeltuin met melkerij en een kleine dierentuin en is een veelbezocht familiepark. In 1912 verhuisde het park van Berchem naar de stad Antwerpen.